# Ciclismo en los Juegos Asiáticos
El Ciclismo en los Juegos Asiáticos se lleva a cabo desde su primera edición en 1951 en Nueva Deli, India y se ha realizado en todas las ediciones de los Juegos Asiáticos excepto en la edición de 1954 en Tokio, Japón.
Se compite en masculino y desde la edición de 1986 se compite en la categoría femenina. Se introdujo la modalidad de ciclismo de montaña en la edición de 1998 en ambas categoría luego de que oficialmente formara parte del programa olímpico en Atlanta 1996, y en el año 2010 fue introducida la modalidad de BMX.
Japón es el país que ha obtenido más medallas de oro en la disciplina, aunque no gana el medallero en ciclismo desde la edición de 1986 en Seúl, Corea del Sur, ya que desde la edición de 1990 el ciclismo es dominado por China.

## Ediciones
| Edición | Año  | Ciudad Sede | País Sede     | Campeón   |
| ------- | ---- | ----------- | ------------- | --------- |
| I       | 1951 | New Delhi   | India         | Japón     |
| III     | 1958 | Tokio       | Japón         |           |
| IV      | 1962 | Yakarta     | Indonesia     | Indonesia |
| V       | 1966 | Bangkok     | Tailandia     |           |
| VI      | 1970 | Bangkok     | Tailandia     | Japón     |
| VII     | 1974 | Tehran      | Irán          | Japón     |
| VIII    | 1978 | Bangkok     | Tailandia     | Japón     |
| IX      | 1982 | New Delhi   | India         | Japón     |
| X       | 1986 | Seoul       | Corea del Sur | Japón     |
| XI      | 1990 | Beijing     | China         | China     |
| XII     | 1994 | Hiroshima   | Japón         | China     |
| XIII    | 1998 | Bangkok     | Tailandia     | China     |
| XIV     | 2002 | Busan       | Corea del Sur | China     |
| XV      | 2006 | Doha        | Catar         | China     |
| XVI     | 2010 | Guangzhou   | China         | China     |
| XVII    | 2014 | Incheon     | Corea del Sur | China     |
| XVIII   | 2018 | Yakarta     | Indonesia     | China     |

## Medallero
| Pos.  | País               | Oro | Plata | Bronce | Total |
| ----- | ------------------ | --- | ----- | ------ | ----- |
| 1     | Japón              | 52  | 52    | 25     | 129   |
| 2     | China              | 39  | 31    | 34     | 104   |
| 3     | Corea del Sur      | 33  | 30    | 39     | 102   |
| 4     | Tailandia          | 14  | 10    | 7      | 31    |
| 5     | Kazajistán         | 9   | 8     | 4      | 21    |
| 6     | Hong Kong          | 9   | 5     | 7      | 21    |
| 7     | Irán               | 5   | 10    | 14     | 29    |
| 8     | Indonesia          | 3   | 4     | 4      | 11    |
| 9     | Malasia            | 3   | 5     | 4      | 12    |
| 10    | República de China | 3   | 3     | 12     | 18    |
| 11    | Uzbekistán         | 2   | 1     | 1      | 4     |
| 12    | Filipinas          | 1   | 2     | 8      | 11    |
| 13    | Kirguistán         | 0   | 5     | 2      | 7     |
| 14    | Mongolia           | 0   | 2     | 2      | 4     |
| 15    | Pakistán           | 0   | 2     | 1      | 3     |
| 16    | Vietnam            | 0   | 1     | 3      | 4     |
| 17    | India              | 0   | 1     | 2      | 3     |
| 18    | Irak               | 0   | 1     | 0      | 1     |
| 19    | Sri Lanka          | 0   | 0     | 2      | 2     |
| Total | Total              | 173 | 173   | 171    | 517   |